# Tournée de l'équipe de Nouvelle-Zélande de rugby à XV en 2016
L'équipe de Nouvelle-Zélande de rugby à XV effectue du 5 au 29 novembre 2016 une tournée en Europe.

## Résultats complets
| No | Date             | Lieu                                  | Match                      | Score   | Compétition |
| -- | ---------------- | ------------------------------------- | -------------------------- | ------- | ----------- |
| 1  | 5 novembre 2016  | Soldier Field, Chicago - États-Unis   | Irlande – Nouvelle-Zélande | 40 – 29 | test match  |
| 2  | 12 novembre 2016 | Stade olympique, Rome - Italie        | Italie – Nouvelle-Zélande  | 10 – 68 | test match  |
| 3  | 19 novembre 2016 | Aviva Stadium, Dublin - Irlande       | Irlande – Nouvelle-Zélande | 9 – 21  | test match  |
| 4  | 29 novembre 2016 | Stade de France, Saint-Denis - France | France – Nouvelle-Zélande  | 19 – 24 | test match  |